# Tabajd, Fejér
Tabajd  este un sat în districtul Bicske, județul Fejér, Ungaria, având o populație de 945 de locuitori (2011). 

## Demografie
Componența etnică a satului Tabajd
     Maghiari (97,15%)
     Romi (1,78%)
     Necunoscut (0,48%)
     Români (0,59%)
     Alții (0,48%)
Componența confesională a satului Tabajd
     Reformați (43,28%)
     Fără religie (6,77%)
     Necunoscută (48,68%)
     Alte religii (2,54%)
Conform recensământului din 2011, satul Tabajd avea 945 de locuitori. Din punct de vedere etnic, majoritatea locuitorilor (97,15%) erau maghiari, cu o minoritate de romi (1,78%). Apartenența etnică nu este cunoscută în cazul a 0,48% din locuitori. Nu există o religie majoritară, locuitorii fiind reformați (43,28%) și persoane fără religie (6,77%). Pentru 48,68% din locuitori nu este cunoscută apartenența confesională.